# Amomum pauciflorum
Amomum pauciflorum är en enhjärtbladig växtart som beskrevs av John Gilbert Baker. Amomum pauciflorum ingår i släktet Amomum och familjen Zingiberaceae. Inga underarter finns listade i Catalogue of Life.